# Lindackeria stipulata
Lindackeria stipulata là một loài thực vật có hoa trong họ Achariaceae. Loài này được (Oliv.) Milne-Redh. & Sleumer mô tả khoa học đầu tiên năm 1937.